# رانار واسیلیف
رانار واسیلیف (استونیایی: Rannar Vassiljev؛ زادهٔ ۸ نوامبر ۱۹۸۱) سیاستمدار و نماینده مجلس اهل استونی است.